# Дьяків Сава Федорович
Дьяків Сава Федорович, (? 1887 — 13 грудня 1919, село Іванівка Кагарлицького району Київської області (село Янівка Ставинської волості Київського повіту)) — учасник визвольних змагань Українського народу, військовий та громадський діяч Української народної республіки та Директорії, отаман осередку Вільного козацтва на Кагарличчині під час визвольної боротьби Українського народу у 1917—1919 роках, неформальний очільник місцевої влади (за відсутності та змінності останньої)  Ставинської волості, організатор спротиву селян Кагарличчини (селянської війни) пограбуванням під виглядом реквизицій та мобілізацій зі сторони  радянської влади та денікинців  у 1918—1919 роках.
Як придатного до військової служби мобілізували на початку Першої Світової війни до Російського Флоту Його Імператорської Величності. Службу проходив на Балтійському флоті. Декілька разів ходив у далекі походи, мав нагороди Російської Імперії (не збереглися).
На початку 1917 року повернувся до рідного села Янівки, взяв активну участь у встановлені влади Центральної Ради Української Народної Республіки у Ставинській волості.
За спогадами Марко Шляхового-Кармелюка «Отаман Дьяків — мав од роду років 29 — 30, величезного росту козак і ходив завше у козацькому — чорноморського козака катеринівських часів — вбранні. Батько його був бідний селянин. З початку революції 1917 року Дьяків, перебуваючи на морській флотській службі російської армії, брав участь в українських військових організаціях Чорноморської фльоти. Коли Чорноморська фльота, як і другі, стали під кінець 1917 року більшовичитись, Дьяків кинув фльоту і самовільно прибув до Центральної Ради. Тут в часи бійки Центральної Ради з більшовиками в січні 1918 року, Дьяків був вже вільним козаком. З того часу у своєму районі на Київщині став отаманом Вільного Козацтва. Як казав мені сам Дьяков, він так любив Центральну Раду і тодішніх її проводирів, що завжди був готовий віддати своє життя в боротьбі з її ворогами, а особливо з московським чорносотенним большевизмом, в початкові боротьбі з яким він, Дьяків, і загартував свою козацьку відвагу»(Марко Шляховий-Кармелюк неточно навів дані по нього щодо служби на флоті).
Однодумець отамана Зеленого (Данила Терпила) у питанні державності та, одночасно, опонент щодо засобів досягнення мети, організував йому спротив проти накладення «реквізицій» на місцеве населення Кагарлика наприкінці 1918 року.
У серпні-вересні 1919 року розгромив осередок радянської влади у волосному містечку  Германівка Київського повіту, якою за влади більшовиків у Києві протягом 1919 року організовувалися збройне пограбування (вилучення зерна, борошна та іншої їжі) селян найближчих волостей за завданням проросійського уряду Української радянської соціалістичної республіки. 
Дружина Ганна Олексіївна, діти: Павло, Петро, Віра та Марія.
Ніколи не мав сина Якова, з посиланням на свідчення якого Саві Дьякові приписують участь у загибелі отамана Зеленого. За свідченнями у 2011 році його доньки Марії (мешкала у тій же самій хаті, в якій жила сім'я Сави Дьякова у 1919 році, в селі Янівка) під час загибелі отамана Зеленого знаходився у містечку Стави Київського повіту, отримавши доповідь про його загибель, вирушив із власним загоном до загону отамана Зеленого для з'ясування обставин загибелі та визначення подальших дій.
Зраджений місцевим селянином із села Янівка, який звернувся до Сави Дьякова за захистом від пограбування денікінцями цукрового заводу в Узині та вивів його 13 грудня 1919 року з невеликим загоном до засідки біля волосного містечка Мирівка Київського повіту, де Сава Дьяків загинув у бою. 
Над тілом поглумилися: денікінці його тіло повісили за ноги на базарному стовпі в Мирівці для залякування населення. 
Похований на цвинтарі села Янівка Ставинської волості Київського повіту.